# Rimae Ritter
Rimae Ritter – grupa rowów  na powierzchni Księżyca o średnicy około 100 km. Znajduje się na zachodnim brzegu Mare Tranquillitatis na współrzędnych selenograficznych ☾ 27,0°N 35,0°E/27,000000 35,000000. Nazwa tego systemu kanałów została nadana w 1964 roku przez Międzynarodową Unię Astronomiczną i pochodzi od pobliskiego krateru Ritter.